# Panteleïmon Romanov
Pour les articles homonymes, voir Romanov (homonymie).
Panteleïmon Sergueïevitch Romanov (en russe : Пантелеймон Сергеевич Романов), né le 12 juillet 1884 (24 juillet dans le calendrier grégorien) et mort le 8 avril 1938, est un écrivain russe et soviétique. 

## Biographie
Panteleïmon Romanov est né dans une famille de petite noblesse dans le village de Petrovskoïe, aujourd'hui dans l'oblast de Toula. Après avoir terminé des études de droit à l'université de Moscou, il décide de se consacrer entièrement à la littérature. Il publie son premier récit en 1911, mais ses premiers livres obtiennent peu de succès avant la Révolution russe.
Durant les années 1920, il devient l'un des auteurs soviétiques les plus connus, popularité bâtie sur de courtes histoires satiriques exposant l'ignorance, l'inefficacité et la couardise des bureaucrates soviétiques et de leurs nouveaux collaborateurs. Ce qui naturellement déplaît et lui a valu des problèmes et censures dans les années 1930 et l'oubli après sa mort. Il a également consacré son attention à la révolution sexuelle des années 1920 parfois dans des œuvres qui ont été jugées trop explicites par rapport aux normes esthétiques de l'époque. De fait, son naturalisme est alors passé de mode, mais est aussi l'auteur de romans à la manière épique, traitant de la vie rurale dans la Russie impériale.
En 1937, Panteleïmon Romanov est victime d'une crise cardiaque. L'année suivante, il décède d'une leucémie à l'hôpital du Kremlin. Il est enterré au cimetière Novodievitchi.

## Éditions françaises
- Des gens sans importance, Ginkgo, 191 p., 2005
- Les Gens désenchantés, Ginkgo, 173 p., 2006
- Le Droit de vivre ou le problème des sans-parti, Héros Limite, 307 p., 2011
- Camarade Kisliakov,  Héros-Limite, 2013 ; sa traduction par Luba Jurgenson a reçu une Mention spéciale au Prix Russophonie 2015